# Stazione di Carrito Ortona
La stazione di Carrito Ortona è la stazione ferroviaria a servizio del comune di Ortona dei Marsi e della sua frazione di Carrito. La stazione è ubicata lungo la ferrovia Roma-Pescara.

## Storia
La stazione venne inaugurata nel 1888, in occasione dell'apertura dell'intera linea.

## Strutture e impianti
La gestione degli impianti è affidata a Rete Ferroviaria Italiana, controllata del Gruppo Ferrovie dello Stato.
Il fabbricato viaggiatori si compone di due livelli. L'edificio è in muratura ed è tinteggiato di marrone chiaro. Il piazzale è composto da due binari, muniti di banchina e collegati fra loro mediante una passerella ferroviaria.

## Movimento
Il servizio ordinario è svolto in esclusiva da Trenitalia (controllata del gruppo Ferrovie dello Stato) per conto della Regione Abruzzo.
I treni che effettuano servizio in questa stazione (circa 5) sono di tipo regionale, diretti a Sulmona, Avezzano e Roma Tiburtina.

## Servizi
- Sala d'attesa